# Електромагнітне поле
Електромагнітне поле (також ЕМ-поле або ЕМП) — це класичне (тобто неквантове) поле, створене рухомими електричними зарядами .  

## Загальні характеристики
Це поле, яке описується класичною електродинамікою (класична теорія поля), і є класичним аналогом квантованого тензора електромагнітного поля в квантовій електродинаміці (квантова теорія поля). Електромагнітне поле поширюється зі швидкістю світла (насправді це поле можна ідентифікувати як світло) і взаємодіє із зарядами та струмами. Його квантовий аналог є однією з чотирьох фундаментальних сил природи (інші — гравітація , слабка взаємодія та сильна взаємодія).
Поле можна розглядати як комбінацію електричного та магнітного полів . Електричне поле створюється нерухомими зарядами, а магнітне — рухомими (електричними струмами); ці два часто описуються як джерела поля. Спосіб взаємодії зарядів і струмів з електромагнітним полем описується рівняннями Максвелла (де також описується, як змінне в часі поле може створювати інші поля, і пояснюється, чому електромагнітне випромінювання не потребує жодного середовища для поширення) і законом сили Лоренца .
З класичної точки зору в історії електромагнетизму, електромагнітне поле можна розглядати як плавне, безперервне поле, що поширюється хвилеподібно. Навпаки, з точки зору квантової теорії поля це поле розглядається як квантоване; це означає, що вільне квантове поле (тобто невзаємодіюче поле) може бути виражене як сума Фур'є операторів створення та знищення в просторі енергії-імпульсу, тоді як ефекти взаємодіючого квантового поля можуть бути проаналізовані в теорії збурень через S-матрицю з допомога цілого ряду математичних прийомів, таких як ряд Дайсона, теорема Віка, кореляційні функції, оператори еволюції в часі, діаграми Фейнмана тощо. Зверніть увагу, що квантоване поле все ще є просторово безперервним; однак його енергетичні стани є дискретними; Його значення енергії повинні бути цілими кратними, дискретні кванти енергії, які називаються фотонами, створені операторами створення квантового поля . Загалом частотаквантованого поля може бути будь-яким значенням вище нуля, і тому значення кванта енергії (фотона) може бути будь-яким значенням вище нуля або навіть безперервно змінюватися в часі.

## Кількісні характеристики
Електромагнітне поле характеризується векторними величинами напруженістю електричного поля {\displaystyle \mathbf {E} }, вектором електричної індукції {\displaystyle \mathbf {D} }, вектором магнітної індукції {\displaystyle \mathbf {B} } й напруженістю магнітного поля
{\displaystyle \mathbf {H} }.
У вакуумі

{\displaystyle \mathbf {D} =\mathbf {E} },
{\displaystyle \mathbf {B} =\mathbf {H} }.
У середовищі ці співвідношення несправедливі через процеси поляризації та намагнічування. В загальному випадку
{\displaystyle \mathbf {D} =\mathbf {E} +4\pi \mathbf {P} },
{\displaystyle \mathbf {B} =\mathbf {H} +4\pi \mathbf {I} },
де {\displaystyle \mathbf {P} } — вектор поляризації, а {\displaystyle \mathbf {I} } — вектор намагніченості.
Конкретний зв'язок між цими величинами визначається фізичними процесами, які відбувається в середовищі й описується формулами, які називаються матеріальними співвідношеннями.
Наприклад для однорідних ізотропних середовищ при слабких полях і без врахування запізнення й
просторової дисперсії матеріальні співвідношення записуються:
{\displaystyle \mathbf {D} =\varepsilon \mathbf {E} },
{\displaystyle \mathbf {B} =\mu \mathbf {H} },
де ε — діелектрична проникність середовища, μ — магнітна проникність середовища.
У теорії відносності електромагнітне поле описується 4-тензором електромагнітного поля.